# Riccardo Battistoni
Riccardo Battistoni (San Giovanni Lupatoto, 28 settembre 1895 – San Giovanni Lupatoto, 3 agosto 1956) è stato un calciatore italiano, di ruolo portiere.

## Carriera
Giocò nell'Hellas Verona per quattro stagioni, tutte nella massima serie italiana.

## Statistiche

### Presenze e reti nei club
| Stagione             | Squadra              | Campionato           | Campionato | Campionato | Coppe nazionali | Coppe nazionali | Coppe nazionali | Coppe continentali | Coppe continentali | Coppe continentali | Totale | Totale |
| Stagione             | Squadra              | Comp                 | Pres       | Reti       | Comp            | Pres            | Reti            | Comp               | Pres               | Reti               | Pres   | Reti   |
| -------------------- | -------------------- | -------------------- | ---------- | ---------- | --------------- | --------------- | --------------- | ------------------ | ------------------ | ------------------ | ------ | ------ |
| 1919-1920            | Hellas Verona        | PC                   | 11         | -26        | -               | -               | -               | Spareggio          | 1                  | 0                  | 12     | -26    |
| 1920-1921            | Hellas Verona        | PC                   | 12         | -15        | -               | -               | -               | -                  | -                  | -                  | 12     | -15    |
| 1921-1922            | Hellas Verona        | CCI                  | 22         | -36        | -               | -               | -               | -                  | -                  | -                  | 22     | -36    |
| 1922-1923            | Hellas Verona        | LN                   | 2          | -3         | -               | -               | -               | -                  | -                  | -                  | 2      | -3     |
| Totale Hellas Verona | Totale Hellas Verona | Totale Hellas Verona | 47         | -80        | -               | -               | -               |                    | 1                  | 0                  | 48     | -80    |